# ブブラ寺院
ブブラ寺院（ブブラじいん、チャンディ・ブブラ、ジャワ語: ꦕꦤ꧀ꦝꦶꦧꦸꦧꦿꦃ, Candhi Bubrah、インドネシア語: Candi Bubrah）は、インドネシアのジャワ島中部にあり、プランバナン寺院群として国際連合教育科学文化機関（ユネスコ、UNESCO）の世界遺産（文化遺産）に登録された寺院遺跡群のあるプランバナン史跡公園（尼: Taman Wisata Candi Prambanan、英: Prambanan Archeological Complex Park）にある、9世紀の仏教寺院である。
この寺院はより大きなセウ寺院（チャンディ・セウ、尼: Candi Sewu）の祠堂群（マンジュスリグラ〈梵: mañjuśrīgṛha、「文殊師利祠堂」〉複合体）の一部として構築されたと考えられている。
この寺院のかつての名称は不明であるが、地元ジャワ人は寺院を「チャンディ・ブブラ」 と名づけた。これはジャワ語で「廃墟の寺院」（英: “Ruins temple”）の意であり、その名はこの寺院の発見当時、高さ2メートルの崩壊した石材の遺構の小山であったことによる。ブブラ〈Bubrah〉はジャワ語で「壊れた」（英: out of order）、「荒廃した」（英: in dis-repair）の意であり、2011年から2017年にかけて修復されるまで、長きにわたり崩壊した状態であった。

## 位置
この寺院は、8世紀後半から10世紀初頭にかけて建立されたヒンドゥー教・仏教寺院遺跡（チャンディ〈ジャワ語:  Candhi 、尼: Candi〉）が点在するケウ平原（プランバナン平野）に位置する。その中心的な寺院遺跡であるプランバナン寺院（チャンディ・プランバナン、尼: Candi Prambanan）、別名ロロ・ジョングラン寺院（チャンディ・ロロ・ジョングラン、尼: Candi Roro Jonggrang〈Candi Rara Jonggrang〉）の北北東600メートルにあり、北方300メートルにあるセウ寺院（チャンディ・セウ、尼: Candi Sewu）と南方150メートルにあるルンブン寺院（チャンディ・ルンブン、尼: Candi Lumbung）の間に位置する。行政区分においては、中部ジャワ州クラテン県プランバナン地区の村ブギサンの Bener Hamlet に位置している。

## 歴史

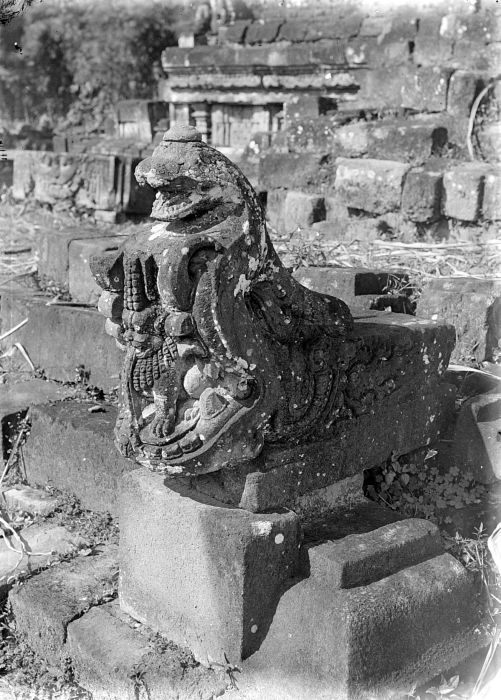
ブブラ寺院の階段に施されていたマカラの装飾（1900年代）

ブブラ寺院は仏教寺院であり、中部ジャワおよび東ジャワの一部を支配した古マタラム王国の時代の9世紀頃に建立された。この寺院は北方約300メートルに位置するセウ寺院と密接に関係している。ブブラ寺院は、近隣のセウ寺院やルンブン寺院の創建とほぼ同時代かセウ寺院のやや後に建立されたものと考えられ、3寺院はともに仏教マンダラ様式である。セウ寺院複合体は、西暦782年のケルラク碑文（クルラック碑文）によると、当初、Śailendravaṃṣatilaka（英: the ornament of the Shailendra dynasty、「シャイレーンドラ王家の装飾」の意）であるシャイレーンドラ朝の王インドラ（ダラニンドラ）、即位名サングラーマダナンジャヤ（梵: Saṁgrāmadhanaṁjaya）の命により、王師クマーラゴーシャ（梵: Kumāraghoṣa）が文殊菩薩（マンジュシュリー〈梵: Mañjuśrī、文殊師利〉）像を建立した。セウ寺院の周囲の仏教寺院は、792年のマンジュスリグラ碑文により、後のセウ寺院の増拡とされるマンジュスリグラ（梵: mañjuśrīgṛha、文殊師利祠堂）におけるマンダラ「ヴァーストゥ・プルシャ・マンダラ」(vāstu-puruṣa-maṇḍala)による配置を満たす四方の守護寺院として奉献され、ブブラ寺院は南の前衛寺院として増拡されたと考えられる。これによりブブラ寺院は、9世紀初頭には構築されていたものとされている。

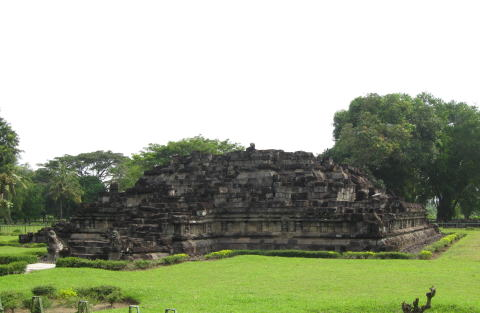
修復前のブブラ寺院（2009年）

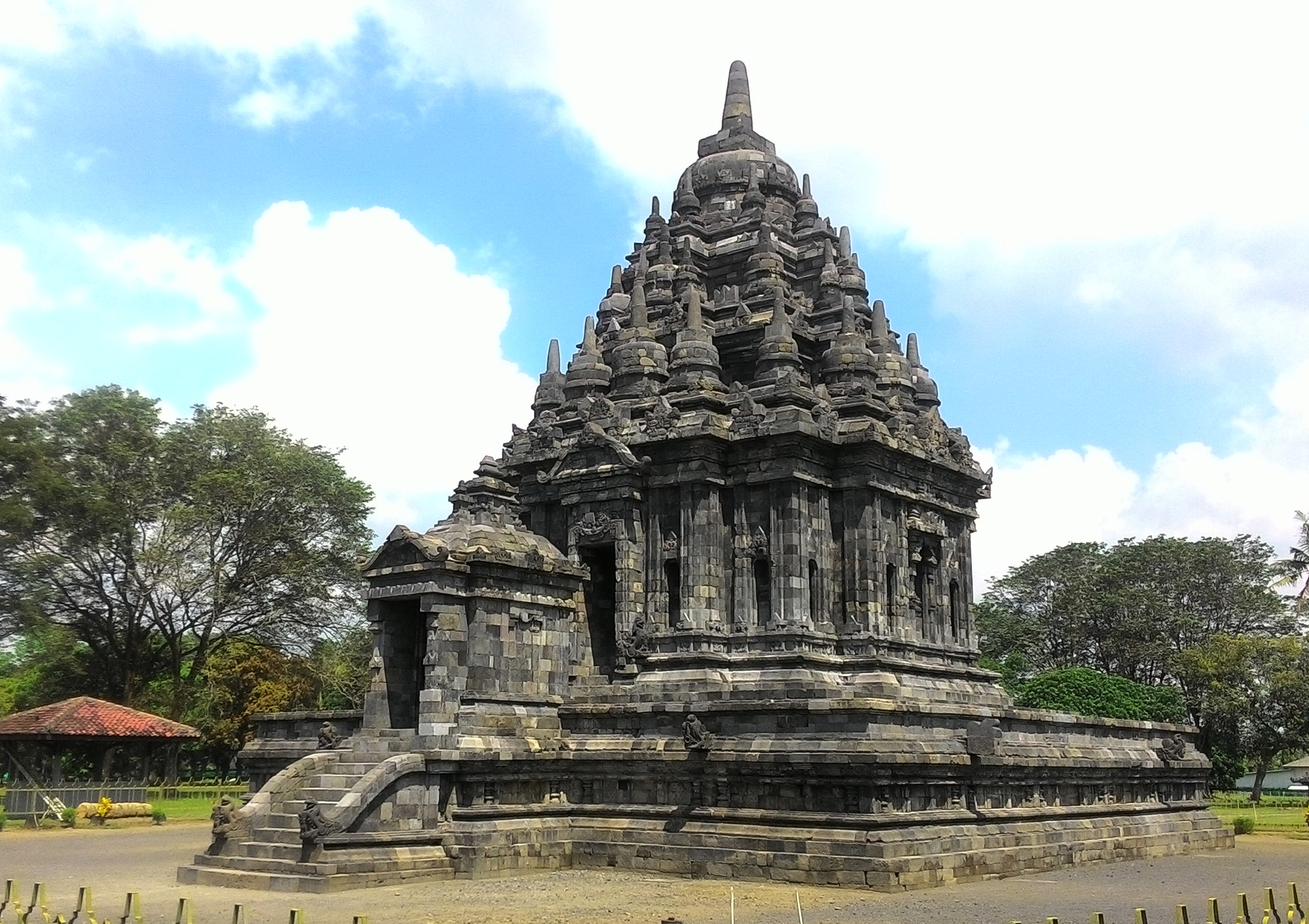
修復後のブブラ寺院（2019年）

10世紀前半の928-929年頃に都が東ジャワに移ると、寺院は見捨てられ、数世紀のうちに荒廃するとともに地震により崩壊した。ブブラ寺院は、近くのプランバナン寺院やセウ寺院の祠堂群とともに、19世紀初頭に再発見されるまで廃墟となった。再発見された当時、寺院は崩壊した石の墳丘のような状態になっていたことから、ジャワ語で「壊れた」の意であるブブラ (Bubrah) という名称がつけられたとされる。そして20世紀を通して寺院の石材は周辺地域一帯に散乱したままであり、寺院の修復および復元については何も行われずにいた。1991年、プランバナン寺院群として、ブブラ寺院を含めて国際連合教育科学文化機関（ユネスコ）の世界遺産に登録され、その後、2011-2017年に寺院の復元がなされた。この修復事業は7期にわたって進められ、110億ルピアを要して、2017年12月14日に完成した。

## 構造
ブブラ寺院は安山岩により構築されている。基壇（下層）部はほぼ方形をなしており、東・西面19.6メートル、北面19メートル、南面19.3メートルで、東面に一連の階段を備えた突出した塔門（ゴープラ、尼: Gapura）と入口がある。祠堂の壁体部は10メートル四方の屈曲した方形であり、多くの壁龕（仏龕）がある。壁龕は、東正面の入口の両側2か所と壁体部の2か所、南・北面にそれぞれ4か所、西面には6か所に見られる。このブブラ寺院の祠堂内には通路および3メートル四方の内陣がある。
寺院の意匠は、セウ寺院群にあるアピット祠堂および南にそう遠くないサジワン寺院（チャンディ・サジワン、尼: Candi Sojiwan）に似る。屋蓋（屋根）には小形の仏塔（ストゥーパ、梵: Stūpa）が並んでおり、中央に大きな仏塔が構造物の尖峰としてある。この遺跡が発見されたときには寺院はもはや大部分が崩壊していたが、その遺構からは、阿弥陀如来 (Amitabha) 像10体、阿閦如来（あしゅくにょらい、Akshobhya）像1体、宝生如来 (Ratnasambhava) 像3体など多くの仏像が確認されている。
ブブラ寺院はセウ寺院の南約300メートルの位置にあり、寺院はまさしくマンダラ配置の南の地点にある南方の寺院であり、より大規模なセウ寺院（マンジュスリグラ〈梵: mañjuśrīgṛha、文殊師利祠堂〉複合体）の一部であるといわれる。この提言は、マンジュスリグラのマンダラ「ヴァーストゥ・プルシャ・マンダラ」の東端となるガナ寺院（チャンディ・ガナ、尼: Candi Gana〈チャンディ・アスゥ、尼: Candi Asu〉）と称される同規模の寺院が東側にあることなどによる。セウ寺院の主祠堂より北方約300メートルの遺構および西方約300メートルにあったクロン寺院（チャンディ・クロン、尼: Candi Kulon) の遺構も発見されているが、修復するにはあまりに石材が乏しい状態である。しかし、これらによりブブラ寺院は、かつてセウ寺院の主祠堂の四方約300メートルの地点に配された4か所の前衛寺院の1つであり、ブブラ寺院はマンダラおよび方位の概念による南方向の守護寺院であったとされる。